# Stephania cyanantha
Stephania cyanantha là một loài thực vật có hoa trong họ Biển bức cát. Loài này được Welw. ex Hiern miêu tả khoa học đầu tiên năm 1896.